# Túnez en los Juegos Olímpicos de Montreal 1976
Túnez estuvo representado en los Juegos Olímpicos de Montreal 1976 por un total de 15 deportistas, 14 hombres y una mujer, que compitieron en 3 deportes.
El equipo olímpico tunecino no obtuvo ninguna medalla en estos Juegos.